# Christian Marin
Christian Marin (ur. 8 lutego 1929 w Lyonie, zm. 5 września 2012 w Paryżu) – francuski aktor filmowy.
Odtwórca roli żandarma Merlota w serii komedii z Louisem de Funèsem w roli głównej. Marin wystąpił w 4 pierwszych częściach tego cyklu: Żandarm z Saint-Tropez (1964), Żandarm w Nowym Jorku (1965), Żandarm się żeni (1968) i Żandarm na emeryturze (1970). Inne filmy w których zagrał (również wspólnie z de Funesem) to m.in.: Zagmatwani (1960), Piękna Amerykanka (1961), Zbrodnia nie popłaca (1961), Koko (1963).